# Kemadu Lor
Kemadu Lor is een bestuurslaag in het regentschap Purworejo van de provincie Midden-Java, Indonesië. Kemadu Lor telt 642 inwoners (volkstelling 2010).